# Trózner Lajos
Trózner Lajos (Marosvásárhely, 1867. szeptember 11. – Marosvásárhely, 1944. október 20.) erdélyi magyar népköltészet-kutató irodalomtörténész, Trózner József (1904–1984) apja.

## Életútja, munkássága
A budapesti egyetemen szerzett latin–magyar szakos tanári oklevelet; 1902–32 között a marosvásárhelyi Református Kollégium tanára volt. A Kemény Zsigmond Társaságnak 1909-től tagja, 1910–37 között alelnöke, majd haláláig választmányi tagja. A Társaság felolvasóülésein a magyar nemzeti lélekről (1911), Kemény Zsigmondról (1914), Balassi Bálintról (1921), Jókai Mórról (1925), Orbán Balázsról és gr. Wass Györgyről (1929), Szabolcska Mihályról (1930) tartott előadást. Szerepe volt a Társaság által évtizedekkel korábban meghirdetett pályázatra beérkezett és kiadatlan népköltési gyűjtemény rendezésében és a Berde Mária gondozásában 1942-ben megjelent gyűjtemény kiadásának egyengetésében.

## Tanulmányai (válogatás)
- A székely népköltészet (Marosvásárhely, 1900)
- A magyar nép jellemvonásai népköltészeti termékei alapján (Marosvásárhely, 1903)
- A Társaság Ünnepi könyve bevezetőjeként jelent meg Visszapillantás a Kemény Zsigmond Társaság múltjára c. írása (Marosvásárhely, 1930)